# Mohamed Chouadria
Mohamed Chouadria, né le 14 juillet 1913 dans la région de Souk Ahras, Algérie, est un homme politique algérien.

## Biographie
Originaire de Souk Ahras ou de sa région, peut-être marchand de légumes, Mohamed Chouadria adhère au Parti communiste algérien (PCA) en 1936.
En octobre 1945 il est élu député à la Première Assemblée constituante, pour le 2e collège (« musulman »), dans le département de Constantine. Il est membre du groupe communiste et apparentés de cette Assemblée. Il est aussi élu, la même année, conseiller général de Souk Ahras. Non réélu en juin 1946 à la Deuxième Assemblée constituante, il quitte peu après le PCA.
Mohamed Chouadria est décédé à Souk-Ahras (Algérie), sa ville natale, le 17 juin 1990.